# Al Arabia Cinema Production & Distribution
Al Arabia Cinema Production & Distribution (krócej ACPD) – egipska wytwórnia filmowa zajmująca się produkcją i dystrybucją filmową.
Wytwórnię założyli Ala Al Khawaja i Esaad Younes w lipcu 2000 r., jest posiadaczką własnych sieci dystrybucji, które obejmują region arabski, a także w całości właścicielką egipskiej sieci kin Renaissance Cinemas. Firma zrealizowała ponad 100 filmów. Jest kierowana przez aktorkę Essaad Youniss, która jest dyrektorką generalną firmy.